# NN-172
La carretera NN‑172 es una vía departamental secundaria ubicada en el departamento de Managua. Conecta la comunidad de Los Sánchez con el Empalme San Rafael del Sur, siendo parte del sistema vial rural que articula zonas de producción agrícola y ganadera del sur del país.

## Trazado y cruces
| km  | Localidad / Punto          | Departamento | Conexión / Ruta |
| --- | -------------------------- | ------------ | --------------- |
| 0,0 | Los Sánchez                | Managua      | NN 171          |
| 3,9 | Veracruz                   | Managua      | Camino local    |
| 8,4 | Empalme San Rafael del Sur | Managua      | NIC 20A         |

## Coordenadas
Uno de los tramos de la NN‑172 puede ser encontrado en las coordenadas: 11°47′15″N 86°23′55″O / 11.7874, -86.3987